# ميروسلاف ريتشفيتش
ميروسلاف ريتشفيتش (باليونانية: Μίροσλαβ Ραΐσεβιτς)‏ مواليد 13 يوليو 1981 في فرباس، جمهورية صربيا الاشتراكية، هو مدرب كرة سلة يوناني ولاعب سابق. بدأ مسيرته الاحترافية في سنة 2000. حمل الرقم 16. يبلغ طوله 6 قدم 10 بوصة (2.1 م).

## المسيرة الاحترافية
لعب مع أريس من سنة 2000 إلى 2005، ثم لعب مع ريد ستار في موسم 2005–2006، ثم لعب مع دينامو موسكو في موسم 2006–2007، ثم لعب مع باسكت نابولي في سنة 2007، ثم لعب مع بانيونيس في موسم 2008–2009، ثم لعب مع ينسي كراسنويارسك في الدوري الروسي في موسم 2010–2011، ثم لعب مع إراكليس سالونيك في سنة 2016.

## روابط خارجية
- ميروسلاف ريتشفيتش على موقع الاتحاد الدولي لكرة السلة (الإنجليزية)
- ميروسلاف ريتشفيتش على موقع الدوري الأوروبي لكرة السلة (الإنجليزية)
- ميروسلاف ريتشفيتش على موقع كرة السلة الأوروبية.كوم (الإنجليزية)
- ميروسلاف ريتشفيتش على موقع ريلجم (الإنجليزية)
- ميروسلاف ريتشفيتش على موقع بروبوليرز (الإنجليزية)
- ميروسلاف ريتشفيتش على موقع سبورتس رفرنس (الإنجليزية)